# 氟化苄
氟化苄是一种有机化合物，化学式为C6H5CH2F，为单氟甲基取代苯的产物。

## 取代氟化苄
取代氟化苄是已知的，它们可以通过相应的取代溴化苄和氟化汞的氟化作用制备。而氟化苄对应格氏试剂的反应只会产生联苄。